# 米倉加奈子
米倉 加奈子（よねくら かなこ、1976年10月29日 - ）は、日本の元バドミントン選手。東京都小平市出身。所属は立川第八中学校→常総学院高校→つくば国際大学卒業→茨城トヨペット→ヨネックス→ダイドードリンコ→フリー。身長166cm、体重57kg。血液型はB型。右打ち。趣味はショッピング。

## 経歴
小学3年生のときにバドミントンを始める。1997年に日本代表チームに選出された。
1998年12月、バンコクアジア大会女子シングルス準々決勝で当時世界ランク1位の葉釗穎を破ると、決勝戦でも龔智超を破り、日本勢アジア大会28年ぶりの金メダルを獲得した。
オリンピックには2000年のシドニー、2004年アテネの両大会に出場。
2008年の北京オリンピックには出場ならず、同年いっぱいで現役を引退した。2009年から2012年までナショナルチームのコーチを務めた。

## 主な戦歴

### 国内試合
- 全国中学校選手権女子シングルス　　優勝（1991年）
- 全日本学生選手権女子シングルス　優勝（1996年〜1998年3連覇）
- 全日本社会人選手権女子シングルス　優勝（1999年、2002年、2004年）
- 全日本総合選手権女子シングルス　優勝（2000年、2005年）

### 国際試合
シングルス
| 年   | 大会                         | 成績     |
| ---- | ---------------------------- | -------- |
| 1998 | バンコクアジア大会           | 優勝     |
| 1999 | スイスオープン               | 3位      |
| 2000 | スウェーデンオープン         | 優勝     |
| 2000 | シドニーオリンピック         | ベスト16 |
| 2001 | 世界選手権                   | ベスト8  |
| 2002 | スイスオープン               | 3位      |
| 2002 | ヨネックスオープンジャパン   | ベスト8  |
| 2003 | タイオープン                 | 準優勝   |
| 2003 | 世界選手権                   | ベスト8  |
| 2004 | アジア選手権                 | 3位      |
| 2004 | アテネオリンピック           | 1回戦    |
| 2005 | タイオープン                 | 3位      |
| 2007 | ロシアホワイトナイトオープン | 優勝     |
| 2007 | スコットランドオープン       | 優勝     |

団体戦
| 年   | 大会             | 成績    |
| ---- | ---------------- | ------- |
| 2004 | ユーバー杯       | 3位     |
| 2006 | ユーバー杯       | ベスト8 |
| 2006 | ドーハアジア大会 | 準優勝  |